# Veveří (hrad)
 Veveří (německy Eichhorn) je hrad na západě brněnské městské části Bystrc, zhruba 12 kilometrů severozápadně od centra Brna na skalnatém ostrohu nad Brněnskou přehradou, kterou napájí řeka Svratka. Jde o jeden z nejrozsáhlejších a nejstarších hradních areálů nejen na Moravě, ale i v celé České republice. Stranou od hradu, při příjezdové cestě k západní vstupní bráně se nalézá kaple Matky Boží z konce 12. století. Z Brna je přístupný ulicí Rakoveckou (silnice II/384), po jejíž straně se tyčí.
Od roku 1964 je hrad chráněn jako kulturní památka. V současnosti je ve vlastnictví státu (správu zajišťuje Národní památkový ústav) a je přístupný veřejnosti; veverskou kastelánkou je od června 2013 Lenka Uedlová. V listopadu 2022 byl hrad Veveří s účinností od 1. července 2023 prohlášen národní kulturní památkou.

## Historie

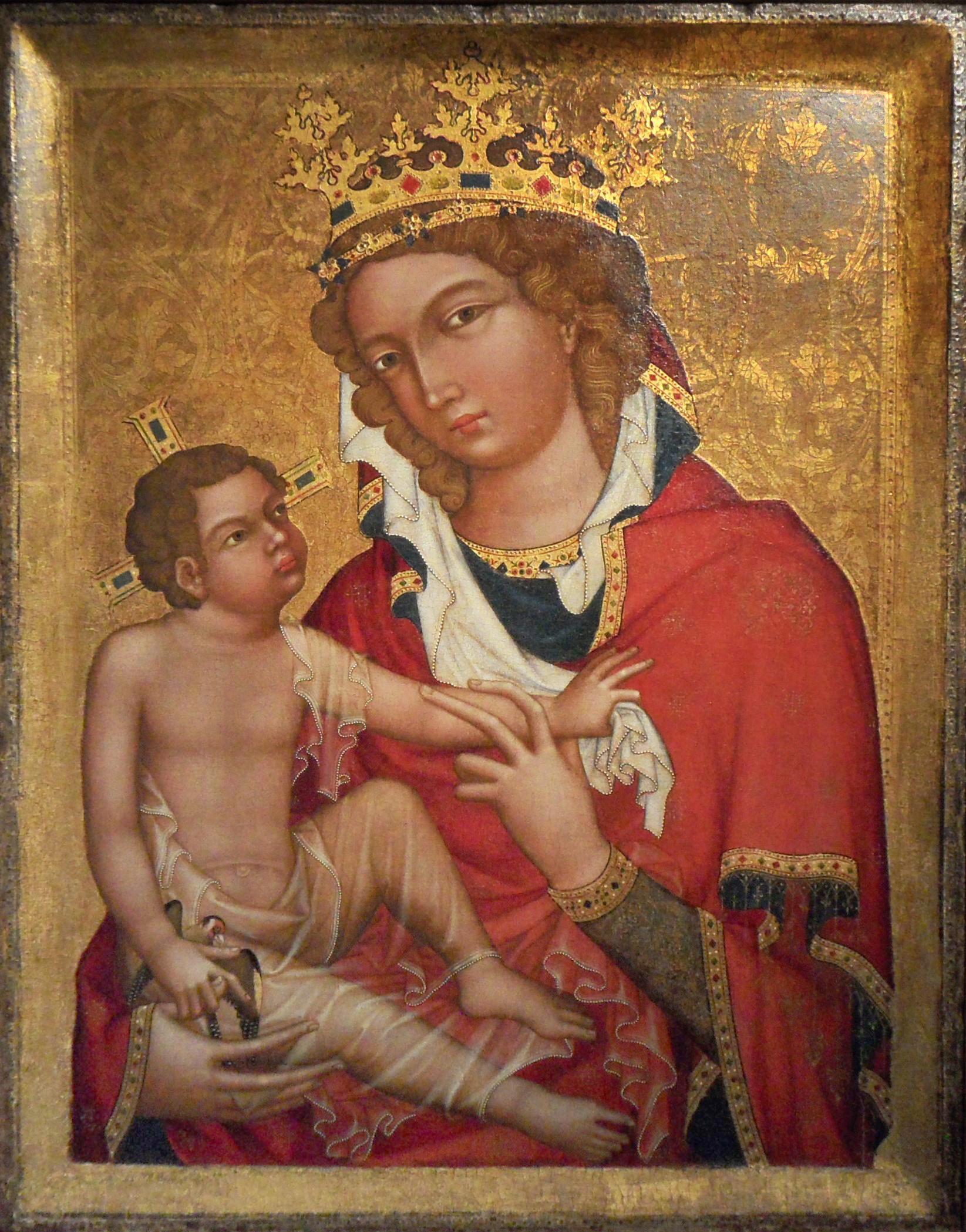
Ikonický středověký obraz Madony z Veveří má původ v širším areálu hradu Veveří

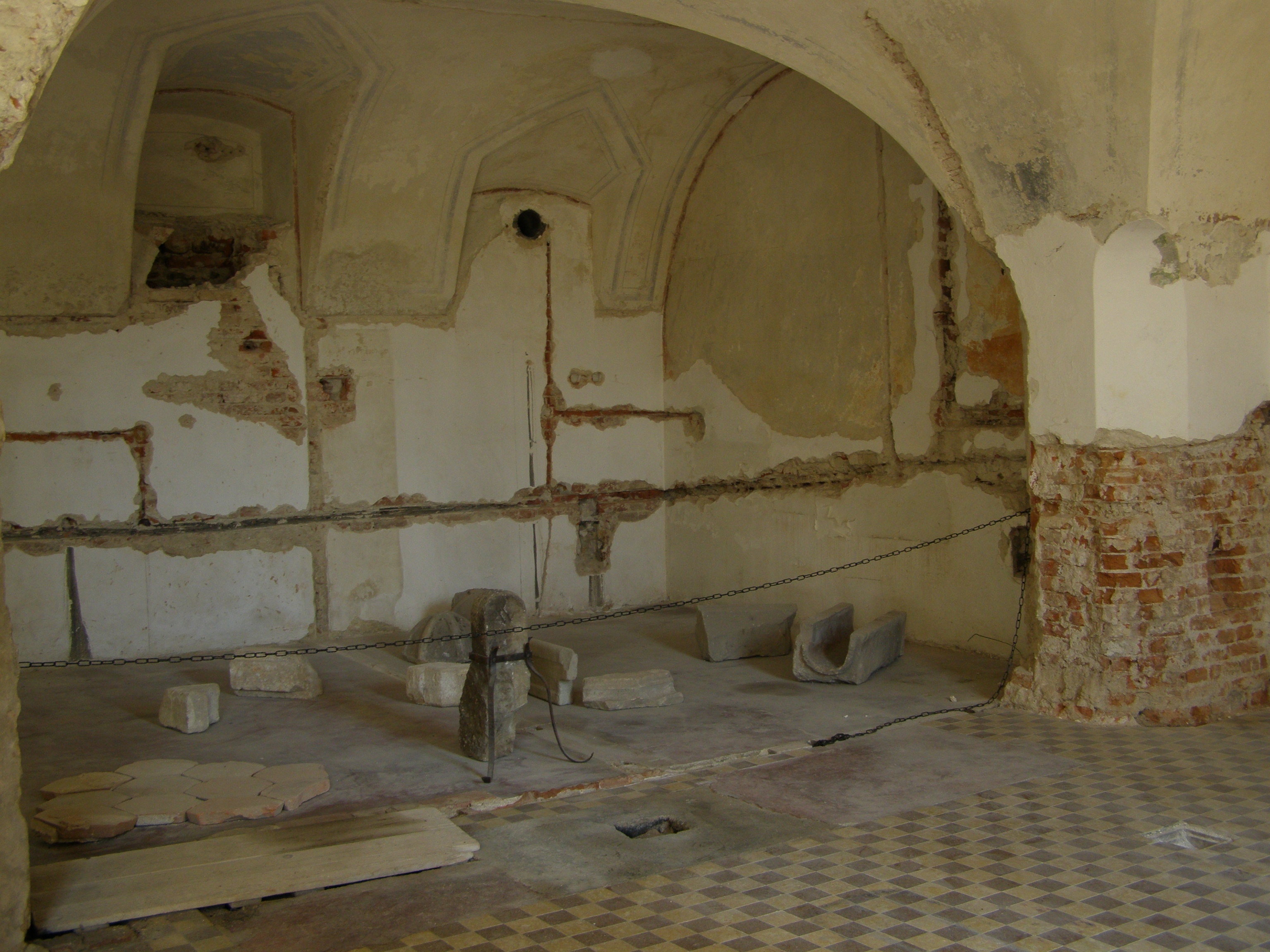
Kamenické fragmenty kaple (zrušena v 19. století) rozložené na podlaze

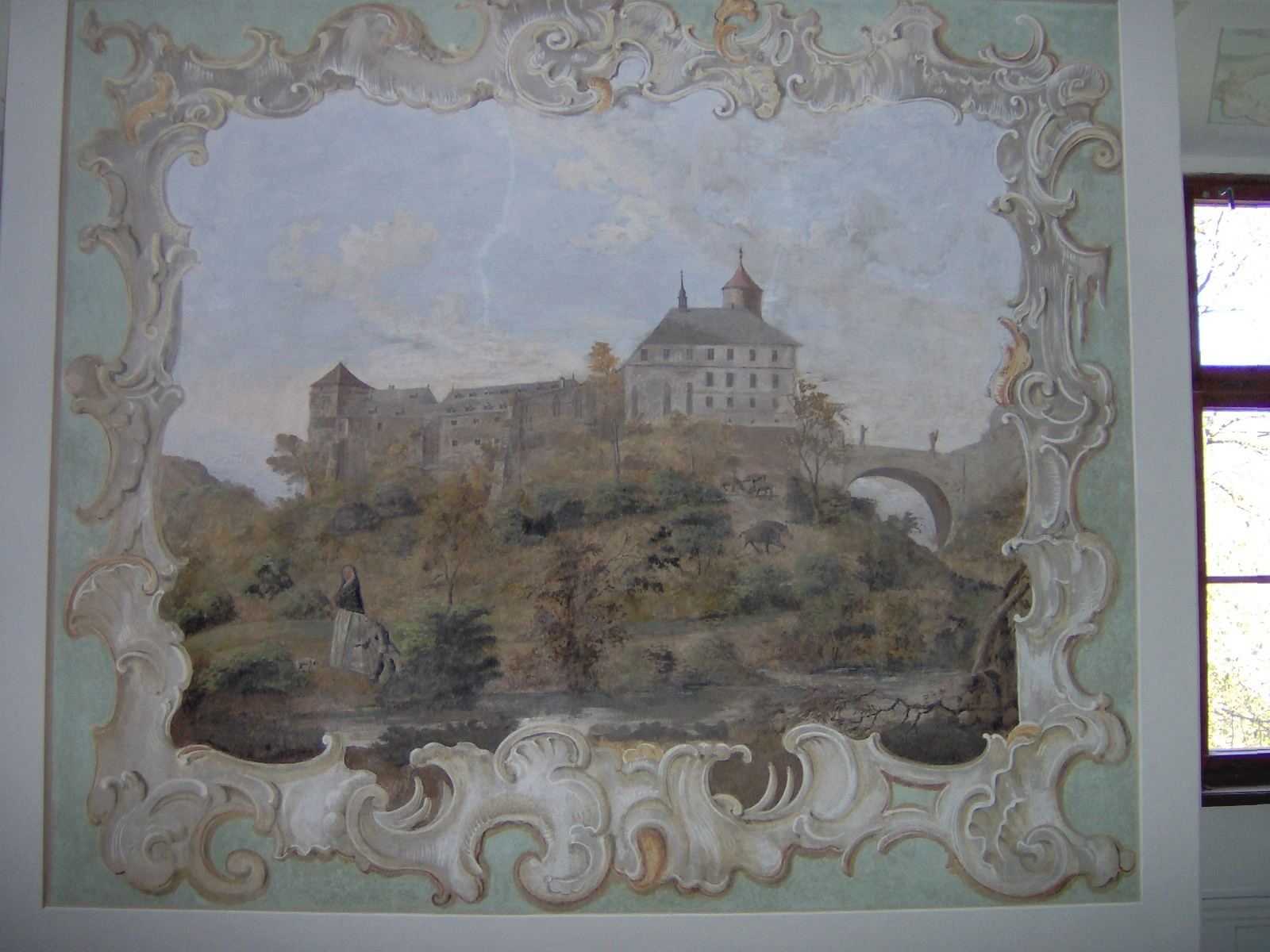
Renovovaná freska s vyobrazením hradu Veveří v hradní jídelně

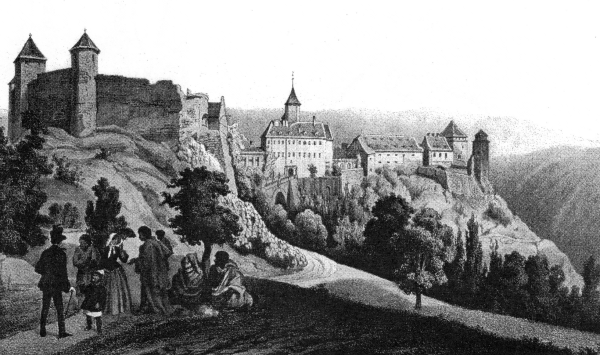
Veveří v polovině 19. století

### Středověk
Hrad Veveří byl podle pověsti založen kolem roku 1059 moravským údělným knížetem Konrádem I. Brněnským; první písemný doklad o Veveří je z roku 1213, kdy byl jeho správcem Štěpán, pravděpodobný předek pánů z Pernštejna. Původní pozdně románský a raně gotický hrad zabral úzkou část ostrohu. Přemysl Otakar II. zde s oblibou umisťoval své politické odpůrce, z nichž nejznámější byl komorník Beneš, bratr Miloty z Dědic. Roku 1311 byl hrad zastaven Janovi z Vartenberka a po svém návratu z Itálie roku 1334 usiloval moravský markrabě, pozdější český král Karel o jeho navrácení. Jeho bratr markrabě Jan Jindřich hrad rozšiřoval a dále opevňoval a užíval ho jako zemskou pevnost i jako pokladnici. Za husitských válek byla na hradě posádka vévody Albrechta Habsburského a Veveří bylo proto roku 1424 obléháno, ovšem bez úspěchu. Za česko-uherských válek hrad držel těšínský kníže Přemek, který byl příznivcem českého krále Jiřího z Kunštátu a Poděbrad, avšak hrad byl roku 1468 dobyt vojskem Matyáše Korvína. Na konci 15. století hrad získal Václav z Ludanic a po něm se střídali další majitelé.[zdroj?]

### V novověku
V roce 1645, kdy došlo k obléhání Brna švédskými vojsky, byl obležen i nedaleký hrad Veveří, který – stejně jako Brno – náporu útočníků odolal, třebaže panství bylo vojsky generála Lennarta Torstenssona vydrancováno. V roce 1707 získali veverské panství Sinzendorfové, kteří hrad upravili barokně. Z těchto úprav pochází i fresková výzdoba jídelny, zobrazující hrad a jeho okolí v polovině 18. století. Roku 1741 byl hrad dobyt a vypleněn pruskými vojsky. Roku 1804 prodal hrad i s panstvím kníže Prosper ze Sinzendorfu průmyslníkovi Vilému Mundymu, který ho spojil se sousedním tišnovským panstvím a vytvořil tak v brněnském zázemí rozsáhlé dominium. Roku 1830 koupil hrad od Mundyho dědice Jana syn sesazeného švédského krále Gustava IV. Adolfa Gustav Vasa, který zamýšlel na předhradí vystavět rodovou hrobku. Již roku 1844 se panství dostalo do rukou vídeňského podnikatele řeckého původu Georga Simona von Sina. V letech 1856 až 1881 patřilo panství jeho vnučce Heleně Ypsilanti, z jejíž iniciativy došlo po roce 1870 k výrazným úpravám hradního okolí a na jižní stráni hradního ochozu vznikl rozsáhlý anglický park se dvěma (po roce 1945 zdevastovanými) skleníky.[zdroj?]
Roku 1881 se stal majitelem Mořic svobodný pán Hirsch-Gereuth, židovský filantrop a obchodník. Baron Hirsch část roku skutečně pobýval na Veveří, a proto velkým nákladem opravil střechy většiny budov, zavedl telefon a vyměnil dřevěný vodovod za kovový. Nechal však zbourat kapli hradu. Po jeho smrti zdědil Veveří příbuzný jeho manželky, anglický baron Mořic Arnold de Forest-Bischofsheim. Roku 1908 zde strávili část své svatební cesty tehdejší ministr obchodu Spojeného království Winston Churchill a jeho manželka Clementine. Churchill sám navštívil barona de Forest, svého přítele z mládí, na hradě Veveří již dvakrát předtím.[zdroj?]

### Po vzniku ČSR
V souvislosti s první československou pozemkovou reformou roku 1921 měla být většina pozemků zdejšího panství zestátněna, proti čemuž se však postavil poslední šlechtický majitel hradu a panství Veveří, baron Mořic Arnold de Forest, a téměř šest let vedl spor s Československou republikou o majetek. Roku 1925 nakonec souhlasil s prodejem a s nabídnutou kupní cenou, načež hrad s téměř celým panstvím přešel do vlastnictví státu. Hrad i s pozemky byl převzat státním velkostatkem v Rosicích u Brna, který se později transformoval ve Správu státních lesů. Hrad byl poté zpřístupněn veřejnosti a stal se velice oblíbeným turistickým cílem. V červnu 1928 navštívil hrad Veveří i prezident Tomáš Garrigue Masaryk a objevily se plány na využití hradu jakožto prezidentské rezidence na Moravě, z nichž nakonec sešlo. V součinnosti s památkovým úřadem probíhaly v dalších letech rekonstrukční a památkové práce, které pokračovaly i za nacistické okupace.[zdroj?]

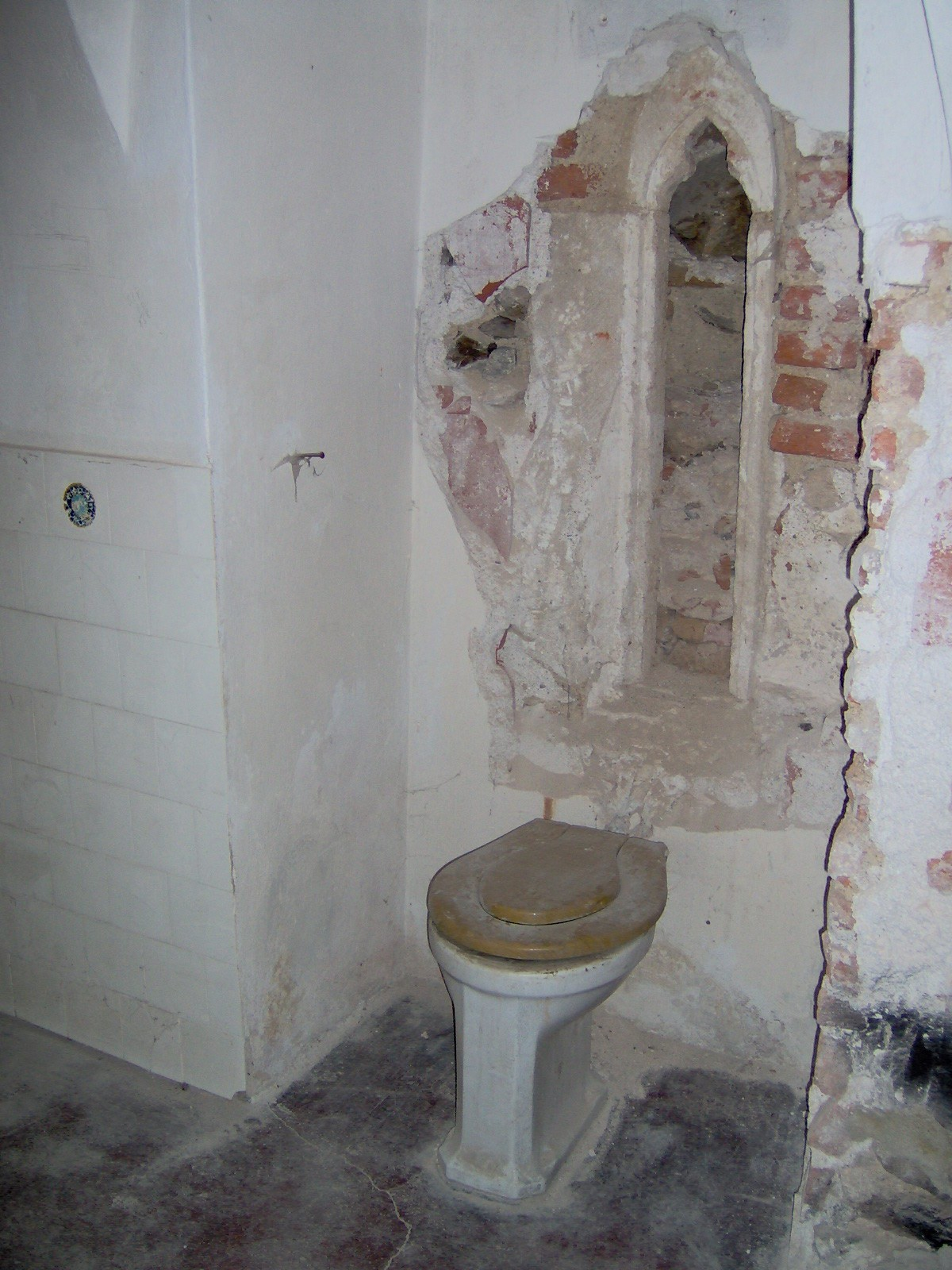
Záchod pod gotickým oknem

V letech 1942–1945 byl ale hrad zabaven pro potřeby Wehrmachtu a SS. V té době vznikl v okolí hradu rozsáhlý výcvikový prostor. Koncem druhé světové války zasáhly hrad boje při osvobozování Brna. Tehdy byly poškozeny střechy, fasády i nedaleký kostelík Nanebevzetí Panny Marie na Předhradí. Průchod armád vedl také ke zničení či ztrátě velké části hradního mobiliáře. Již v letech 1947 a 1948 byly opraveny alespoň střechy a ztracený mobiliář doplněn ze sbírek státního zámku Konopiště a hradu Křivoklát. Hrad byl poté nakrátko opět zpřístupněn, ale počátkem 50. let byl velmi necitlivě upraven pro potřeby Lesnického učiliště, které zde sídlilo přes 20 let. V letech 1953 až 1954 přesídlila do objektu Správa lesního hospodářství v Rosicích a její závodní škola práce; pro jejich potřeby byly opět zcela necitlivě upraveny interiéry na obytné místnosti a učebny. V letech 1972–1999 byl objekt ve správě Vysokého učení technického v Brně, což však nevedlo k zlepšení jeho stavu.[zdroj?]
Po roce 1972 vznikl projekt přestavby hradu na mezinárodní studentské a kongresové centrum. Z přestavby byly nakonec realizovány pouze první etapy, při nichž byly položeny nový vodovod a kanalizace. Bylo také neodborně provedeno tzv. statické zajištění pomocí betonových injektáží a nástřiků, které vedly k těžkému poškození hradu. Tyto neodborné úpravy přerušila až Sametová revoluce roku 1989. Poté byl hrad ale téměř ponechán svému osudu.[zdroj?]
Od roku 1999 je hrad Veveří ve správě Národního památkového ústavu v Brně, který zde od té doby provádí postupnou rekonstrukci celého značně zdevastovaného areálu. Hrad byl po dlouhé době znovu trvale otevřen pro veřejnost v létě 2002.[zdroj?]
| Rok  | Počet návštěvníků |
| ---- | ----------------- |
| 2015 | 74 352            |
| 2016 | 98 037            |
| 2017 | 80 322            |
| 2018 | 92 668            |
| 2019 | 80 792            |

V minulosti byl hrad správním střediskem veverského panství (později veversko-říčanského panství) a taktéž patřil do katastrálního území obce Veverské Bítýšky. 1. ledna 1957 však byl na základě rozhodnutí krajského národního výboru připojen spolu s rozsáhlým územím v okolí Brněnské přehrady k Brnu a začleněn do městského obvodu Brno VII; hrad s okolím zprvu tvořil samostatné katastrální území Veverská Bítýška I, které bylo po připojení Bystrce k Brnu v roce 1960 administrativně podřízeno bystrckému MNV. Celá tato změna hranice Brna byla prosazena u tehdejšího KNV tehdejší brněnskou radnicí, aniž by s tím souhlasily dotčené obce, Veverskou Bítýšku nevyjímaje. Při radikální katastrální reformě Brna provedené ve druhé polovině 60. let byl pak hrad s téměř celým katastrem Veverská Bítýška I přičleněn ke katastrálnímu území Bystrc.[zdroj?]

## Zajímavosti
- Veveří na pozvání majitele barona Mořice Arnolda De Forest-Bischoffsheim třikrát navštívil tehdejší britský ministr obchodu Winston Churchill. On a jeho manželka Clementine zde strávili také část své svatební cesty po Evropě v roce 1908.[zdroj?]
- Od první poloviny 18. století je tradována pověst, podle které je hrad Veveří jedním z několika míst, kde by se měl ukrývat poklad 12 stříbrných soch apoštolů, pocházející původně z kořisti přinesené do českých zemí knížetem Břetislavem I. z tažení do Polska (přenos ostatků sv. Vojtěcha) v roce 1039. Podle zmíněné legendy měly být sochy, údajně do té doby ukryté v klášteře Porta Coeli v Předklášteří u Tišnova, podvodně na tamní abatyši vylákány templářskými rytíři a převezeny na jejich hrad Veveří vzápětí po zavraždění posledního z přemyslovských králů Václava III. dne 4. srpna 1306 v Olomouci.[6] Romantická legenda vznikla zjevně jako snaha ozvláštnit panství módní historkou o pokladu a jejím autorem byl nejspíše některý z tehdejších hradních úředníků.[zdroj?]

## Galerie

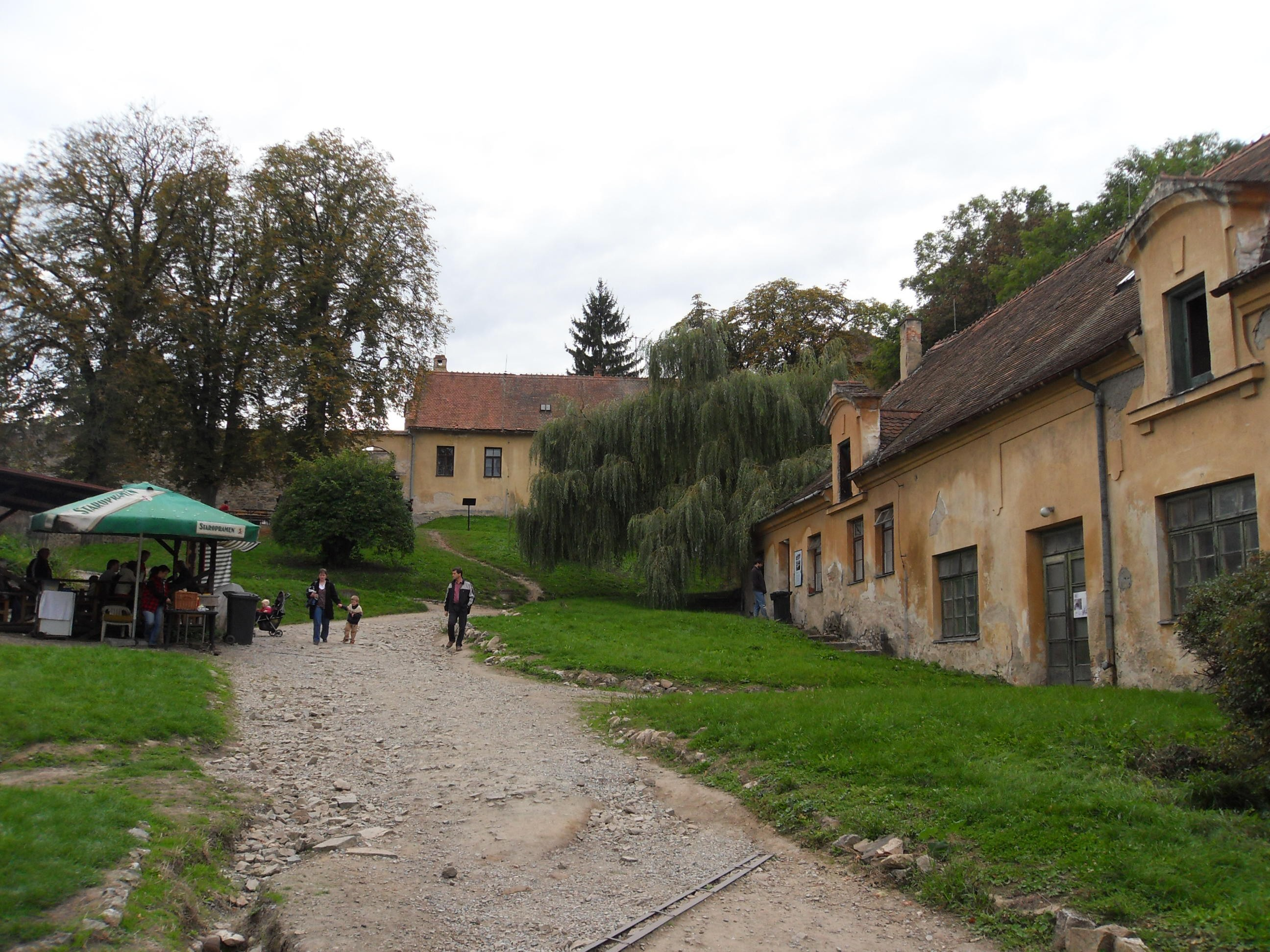
Hlavní nádvoří
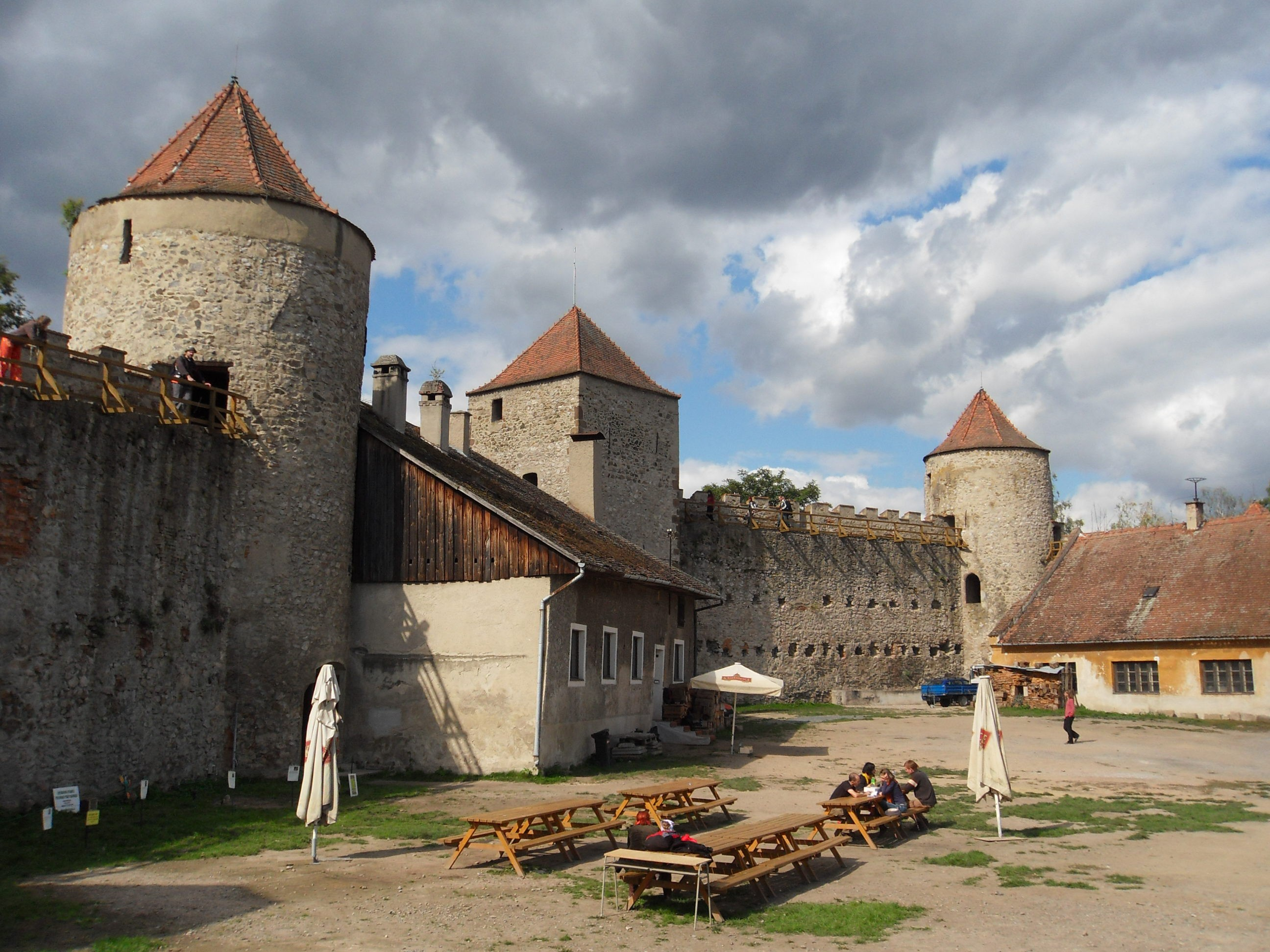
Západní nádvoří, tzv. příhrádek
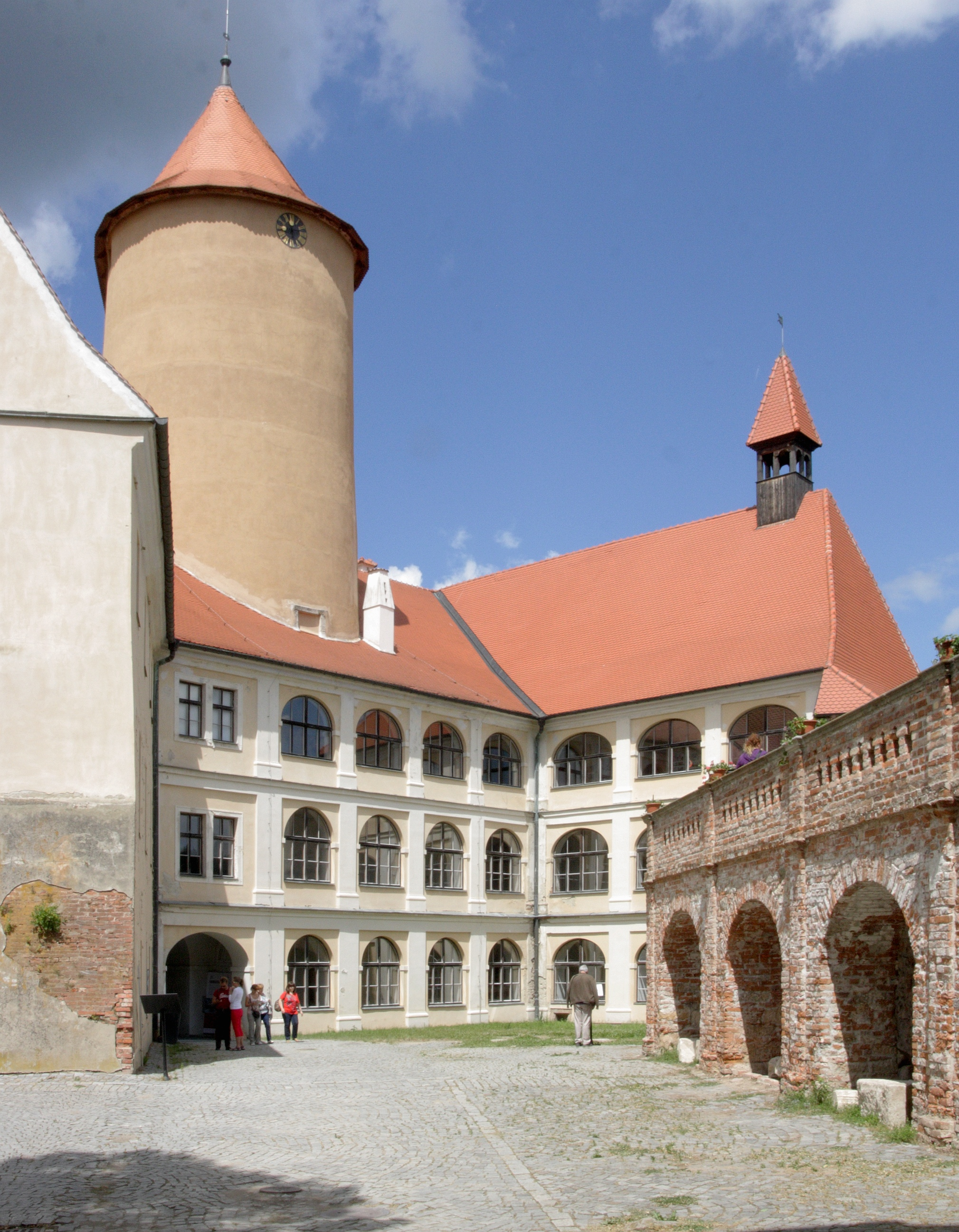
Arkádové nádvoří
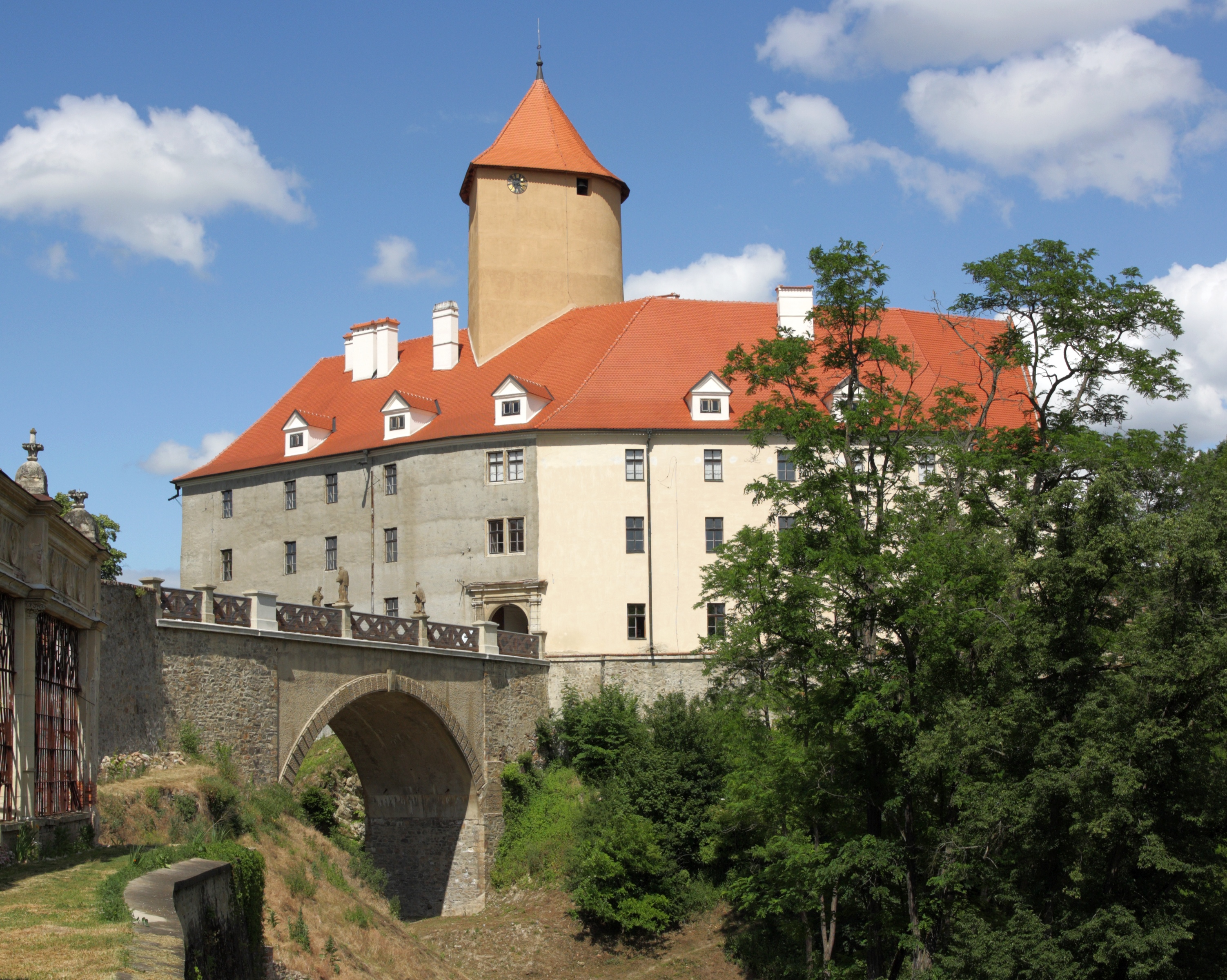
Palác s břitovou věží a železobetonový most
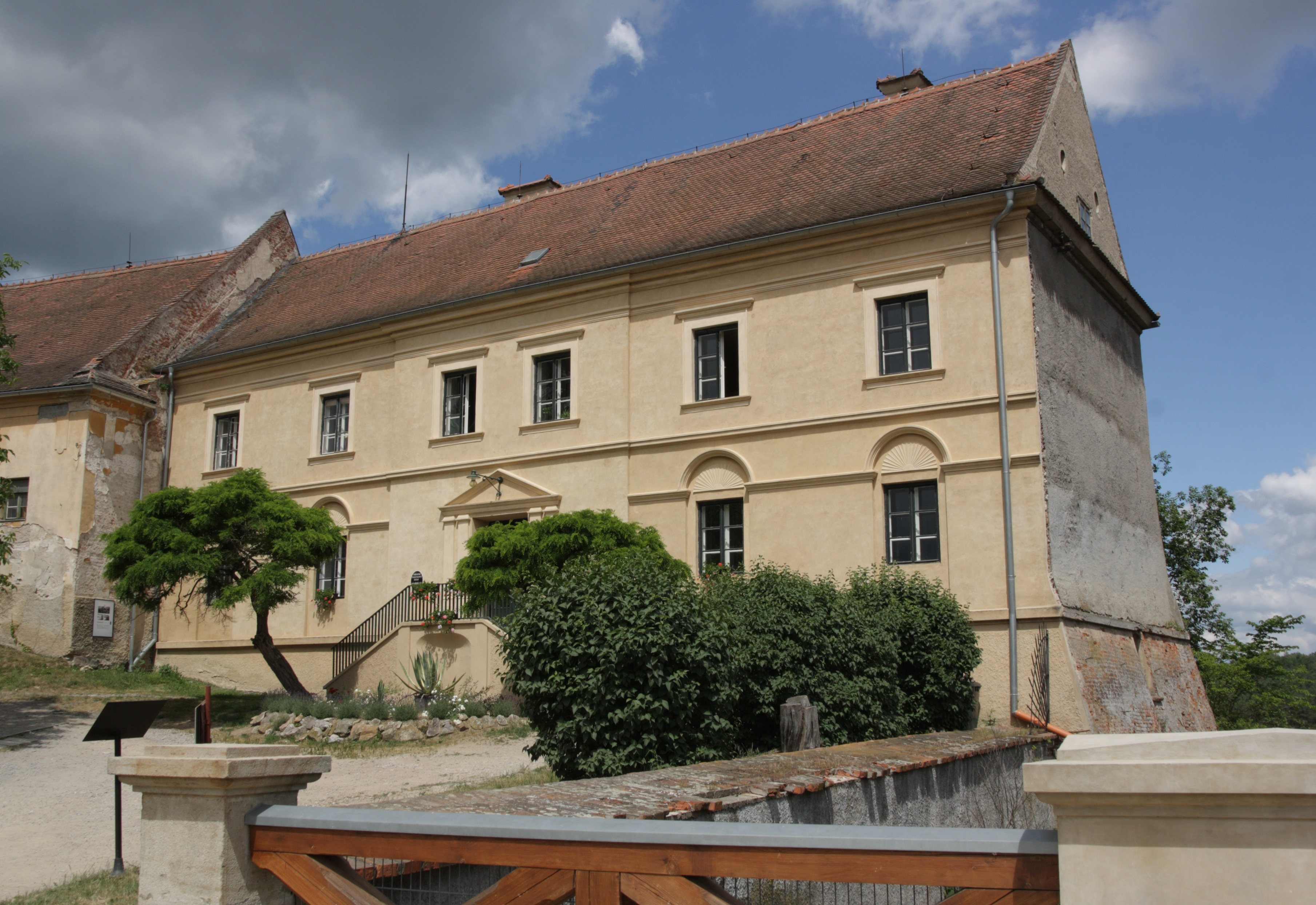
Purkrabství, dnes sídlo správy hradu
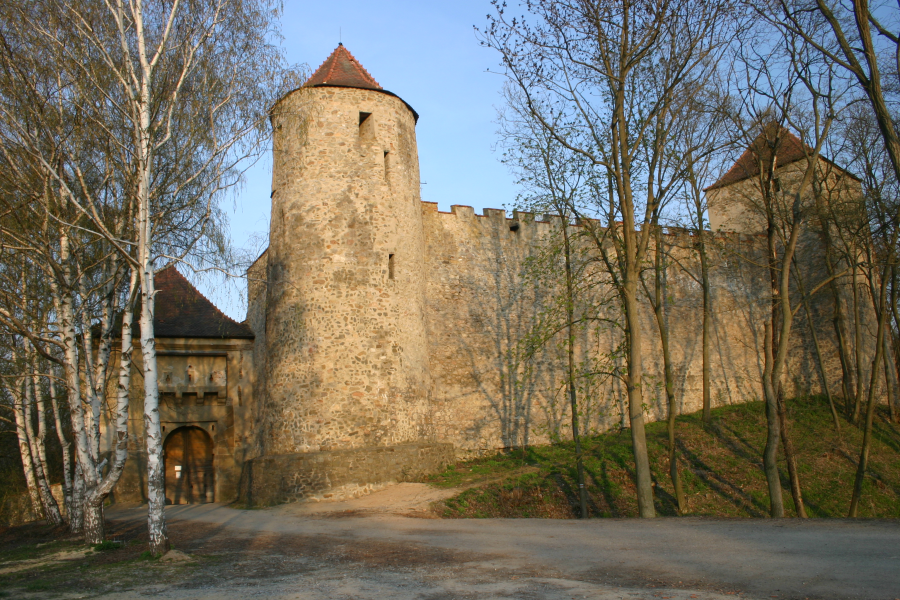
Západní vstupní brána do hradu
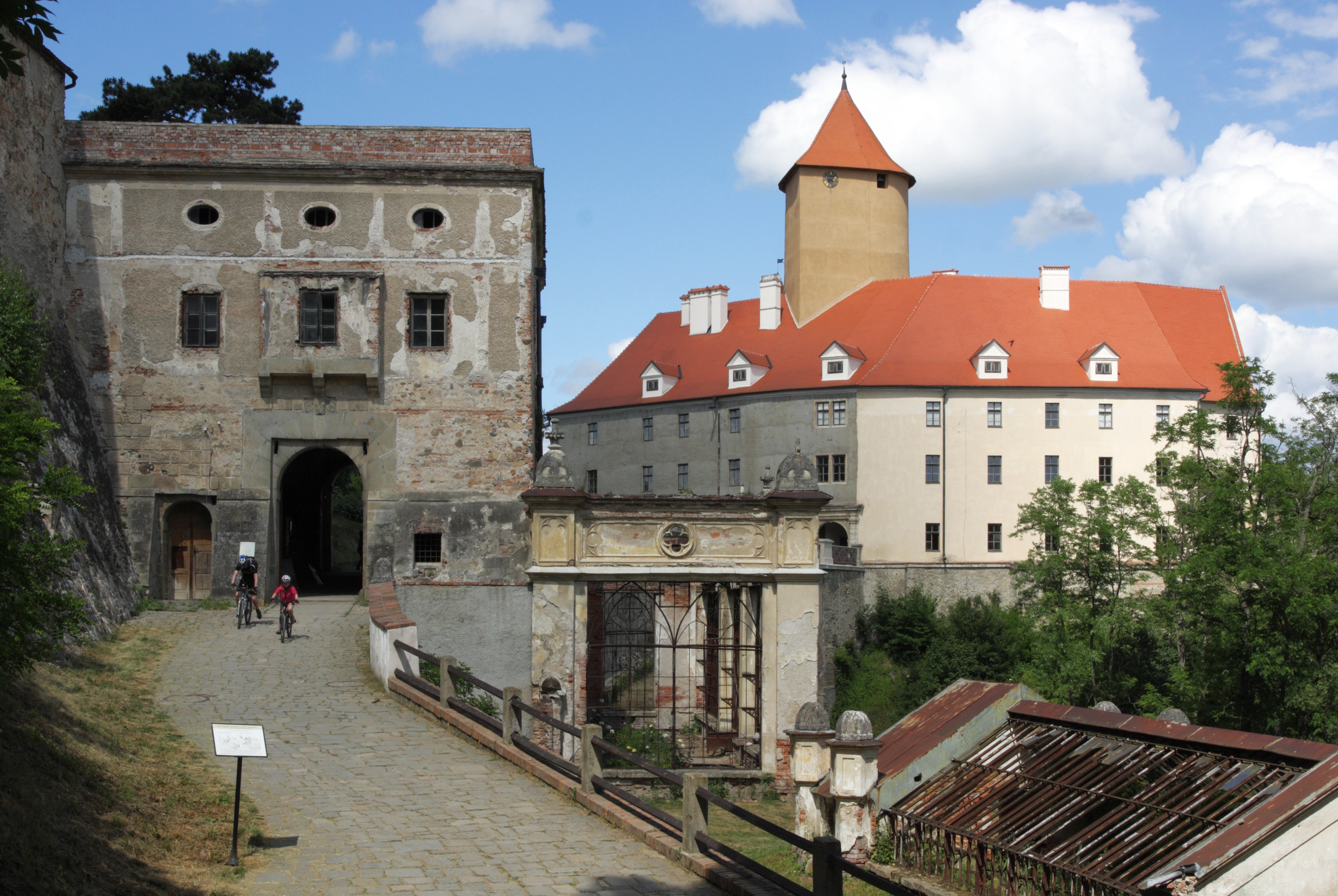
Jižní brána, palác a zbytky skleníků
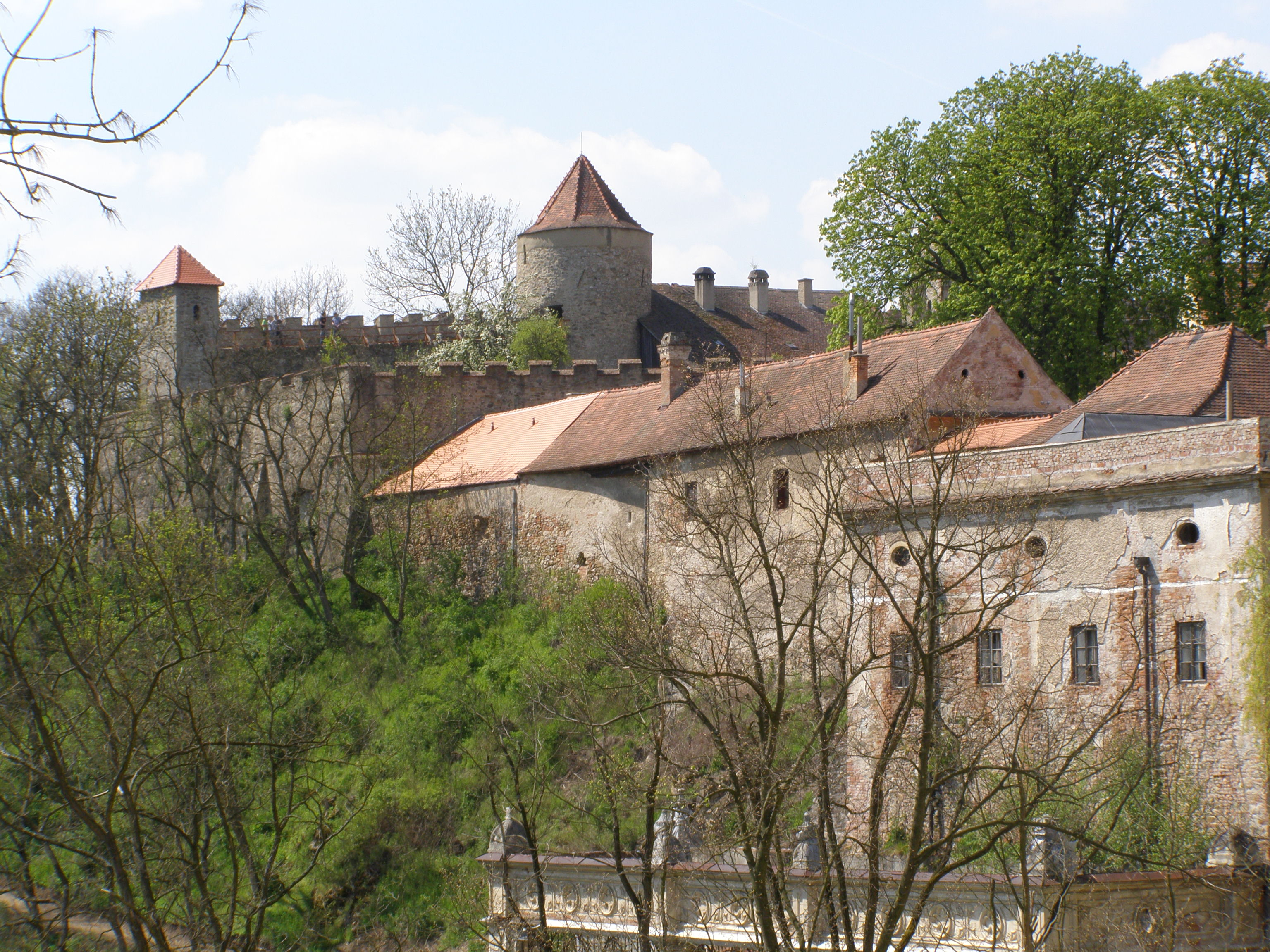
Předhradí
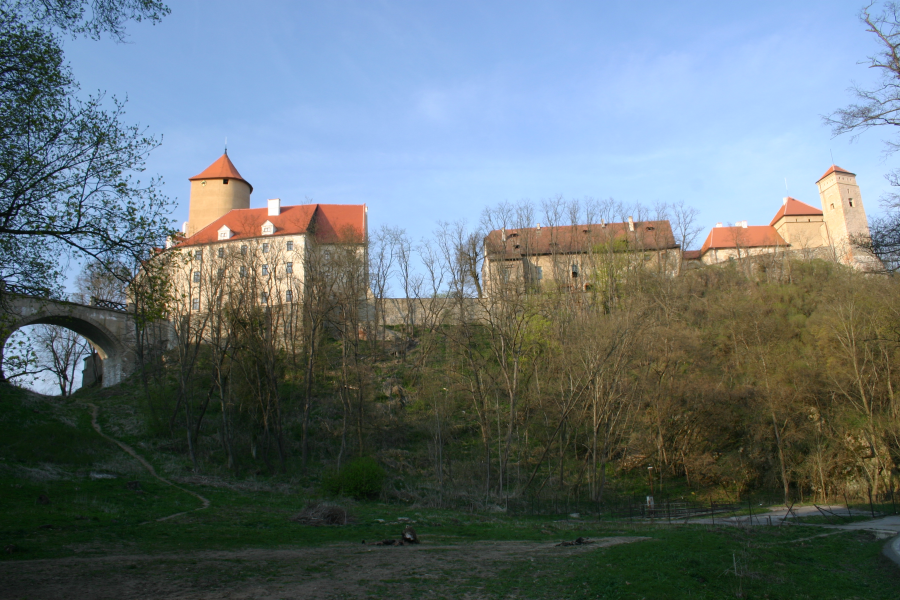
Pohled na vnitřní hrad z bývalého anglického parku
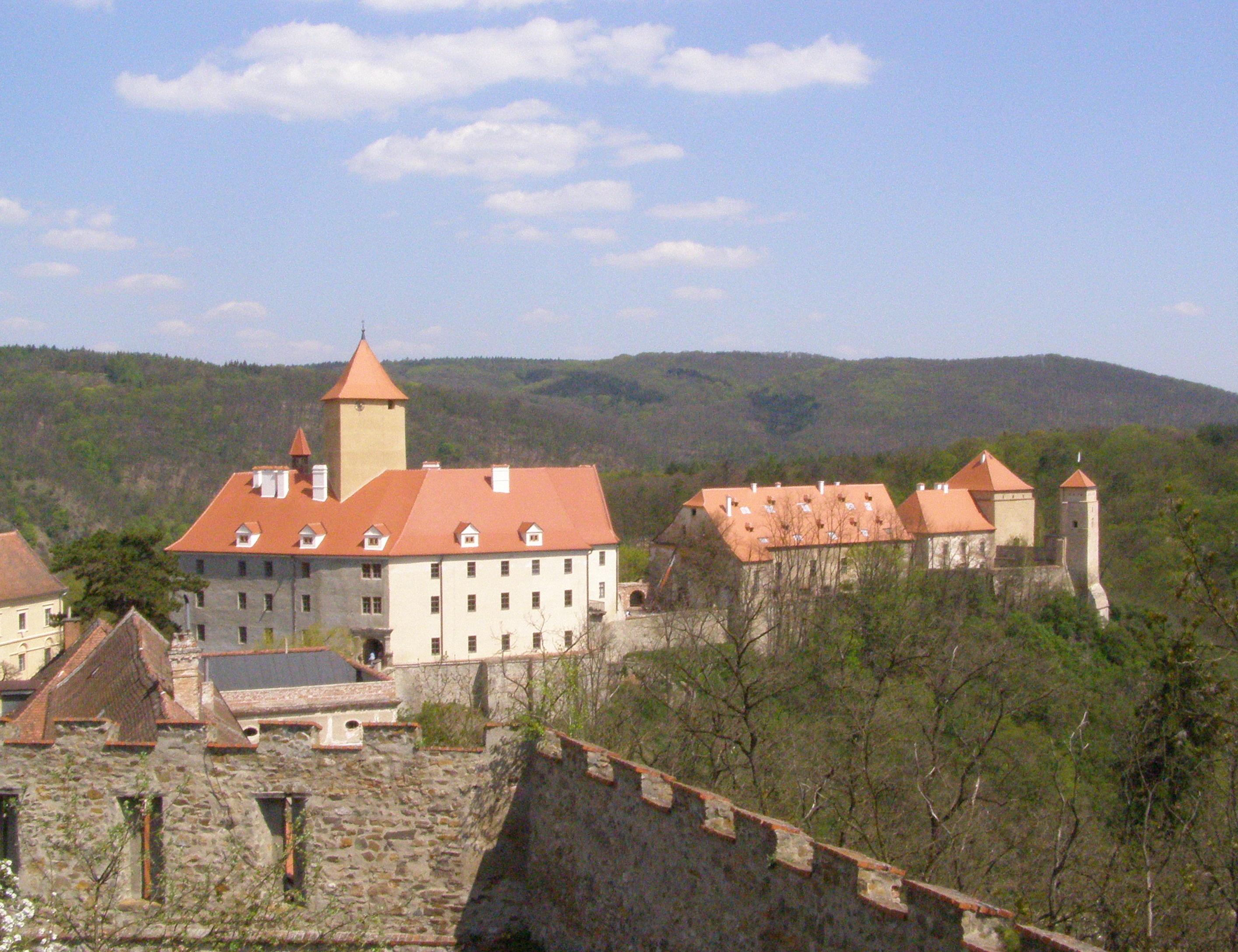
Pohled na hrad z předhradí
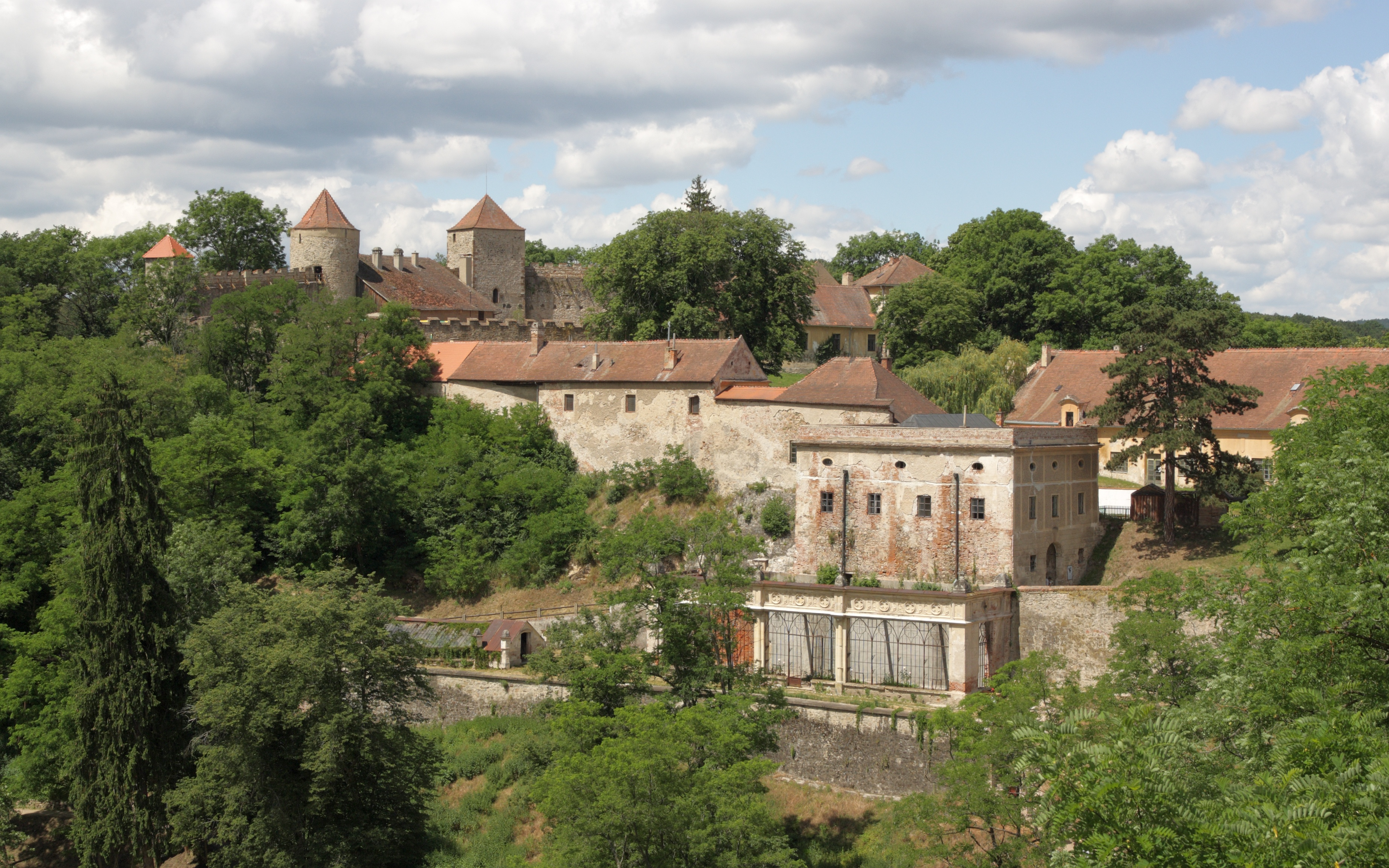
Pohled na hrad z prachové věže
- Video z přeletu dronu nad hradem